# کنیولون (نیومکزیکو)
کنیولون (به انگلیسی: Canjilon) یک منطقهٔ مسکونی در ایالات متحده آمریکا است که در شهرستان ریو آریبا، نیومکزیکو واقع شده‌است. کنیولون ۲۵۶ نفر جمعیت دارد و ۲٬۳۷۲٫۹ متر بالاتر از سطح دریا واقع شده‌است.